# Li-Fi

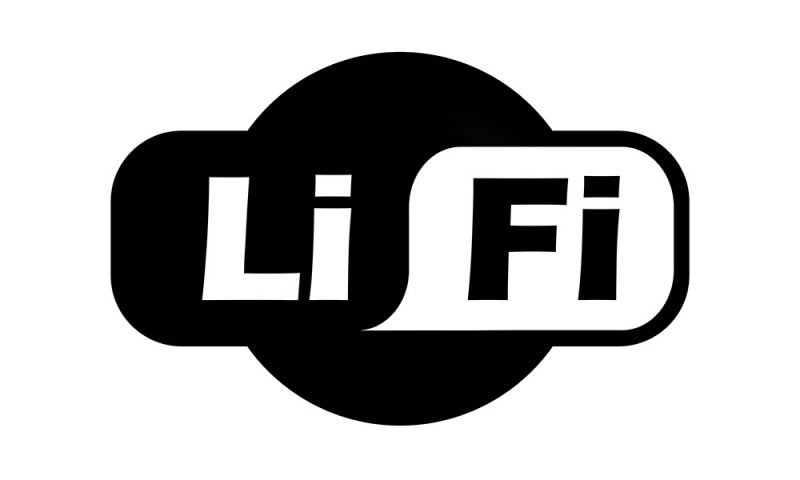
Logo do Li-Fi

Li-Fi, do inglês "Light Fidelity" (Luz, Fidelidade, tradução individual de cada palavra) refere-se a sistemas de comunicação com luz visível que empregam luz LED's para transmitir comunicações em alta velocidade, de forma similar como acontece no Wi-Fi. Li-Fi é uma tecnologia que pode servir de base à internet das coisas, onde tudo o que é eletrônico permanece conectado à internet, sendo que as luzes dos LED's serão os pontos de acesso.

## História
Alexander Graham Bell, apesar de ser mundialmente conhecido pela invenção do telefone, foi também quem demonstrou o primeiro sistema VLC (visible light communication) através de sua outra invenção, o Photophone. Em 3 de junho de 1880 foi transmitida a primeira mensagem telefônica sem fio através do aparelho, que permitia a transmissão de som através de um feixe de luz.
Apesar do Photophone ter sido uma invenção extremamente importante, esta tecnologia foi substituída por outras, como as ondas de rádio e a fibra óptica. O conceito de visible light communication só veio a ser explorado novamente em 2010, em uma pesquisa realizada na Universidade de Edimburgo e liderada pelo professor de Comunicações Móveis, Harald Haas. Em 2011, Haas tornou público o conceito de Li-Fi (Light Fidelity) enquanto apresentava o seu primeiro TED Talks, em que foi introduzida a ideia de “wireless data from every light bulb”, na tradução literal, “dados sem fio de cada lâmpada”. Neste mesmo evento, Haas também demonstrou a tecnologia já em funcionamento, transmitindo um vídeo através de uma lâmpada LED equipada com a tecnologia Li-Fi.
Em janeiro de 2012, foi fundada a primeira empresa com foco em Li-Fi, a pureVLC, que inclusive possuía como cofundador o próprio Harald Haas, pioneiro da tecnologia. Em setembro de 2013 foi lançado o primeiro produto da pureVLC, o Li-1st, a primeira tecnologia Li-Fi disponível no mercado, que fornecia uma conexão de mão dupla com a internet com uma velocidade de até 11.5 Mbps.
Já em janeiro de 2014, a pureVLC passou por uma reformulação de marca se tornando a pureLiFi e em dezembro deste mesmo ano completou o desenvolvimento de seu novo produto, o Li-Flame. O Li-Flame foi anunciado no Mobile World Congress em março de 2015 e representou um grande passo à onipresença de soluções de redes sem fio de alta velocidade utilizando Li-Fi, permitindo também que dispositivos móveis se conectassem.
Em novembro de 2015, Harald Haas veio a público novamente em outro TED Talks, demonstrando o uso da tecnologia através de painéis solares. E em fevereiro de 2016, novamente durante o Mobile World Congress, foi revelada a nova invenção da empresa, o Li-Fi-X, o primeiro dongle de Li-Fi do mundo que era significantemente menor do que os sistemas anteriores e provia uma velocidade de até 42 Mbps.
Em parceria com a pureLiFi, em setembro de 2016, a Lucibel lançou a primeira luminária com um sistema Li-Fi integrado, que tinha como público alvo profissionais que precisam de mobilidade no acesso à internet mas que não possuem Wi-Fi disponível ou uma conexão muito ruim com ele.
O Li-Fi-XC, uma espécie de continuação do Li-Fi-X, foi anunciado em outubro de 2017 e se destacou pelo seu tamanho reduzido, prover uma conexão de até 43 Mbps e por ser um sistema plug and play, podendo ser conectado à notebooks, tablets e smartphones.
Outra grande conquista da empresa foi apresentada em fevereiro de 2018, um notebook com a tecnologia Li-Fi integrada e uma capa de celular que também oferece o mesmo tipo de conexão.  Em novembro do mesmo ano, foi lançada a segunda geração da luminária com Li-Fi integrado, que é também a última invenção anunciada pela empresa até agora.

## Detalhes da tecnologia
Os diodos emissores de luz (LED’s) podem ser ligados e desligados mais rápido do que o olho humano pode detectar já que a velocidade de operação dos LED's é menor do que 1 μs, gerando, consequentemente, a aparência de continuidade da fonte de luz. Esse processo de ligamento e desligamento invisível ao olho humano permite a transmissão de dados usando códigos binários, onde o LED ligado corresponde ao binário ‘1’, e o desligado ao binário ‘0’. Assim, é possível codificar os dados por meio da variação da frequência da luz. Após esse processo, um dispositivo sensível à luz (fotossensor) recebe o sinal e o converte de volta para o formato original do dado. 

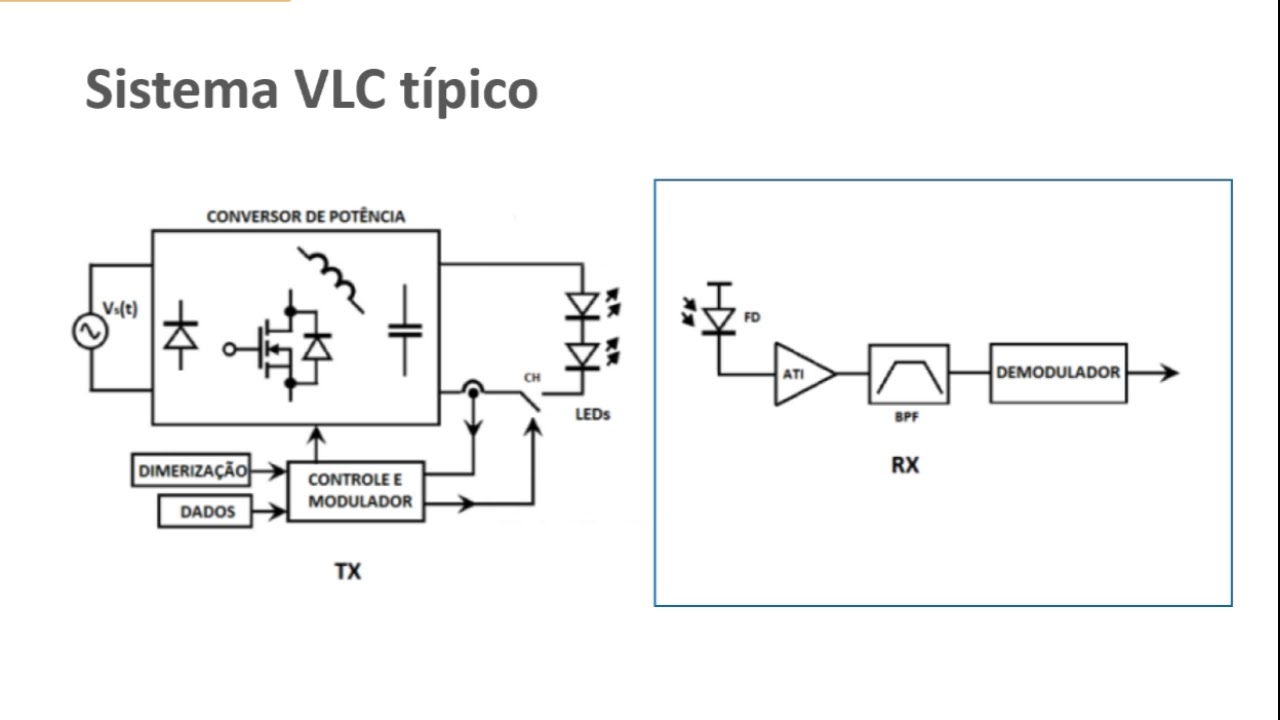
Sistema de Comunicação por Luz Visível padrão.

Esse método de utilizar pulsos rápidos de luz para transmitir informação é tecnicamente referenciado como Comunicação por Luz Visível (CLV), onde o mesmo utiliza luz visível entre 400 e 800 terahertz. Dados que excedem 100 Mbps podem ser alcançados através de LED's de alta velocidade com multiplexação adequada. Paralelamente, a transmissão de dados usando conjuntos de LED's, onde cada LED transmite um único fluxo de dados, também pode ser usado para incrementar a frequência de dados pelo CLV.

## Padronização
Assim como no Wi-Fi, o Li-Fi também é wireless, não possui fios, e usa os protocolos da IEEE 802.11, porém utiliza ultravioleta, infravermelho e certa frequência da luz visível para comunicação (varia de 400 a 800 Tera Hertz), que é muito maior que uma largura de banda.
A luz visível que utilizam, também conhecida como Comunicação por Luz Visível (CLV), ou visible light communication (VLC), é modelada através dos protocolos estabelecidos pela IEEE 802. Entretanto, o padrão IEEE 802.15.7 pode ser considerada como expirada: ela não conta com as últimas tecnologias desenvolvidas no campo de comunicação sem fio por luz, mais especificamente com a introdução de métodos de modulação ótica OFDM que foram otimizados para taxas de dados, acesso múltiplo e eficiência de energia. A introdução da OFDM significa que uma nova padronização para tecnologias ópticas e sem fio deveriam ser criadas.
Entretanto, o padrão IEEE 802.15.7 define Camada Física/Physical Layer(PHY) e Controle de acesso ao meio/Medium Access Control(MAC). O padrão é capaz de entregar quantidades de dados suficientes para transmitir áudio, vídeo e serviços de multimídia. Ele leva em consideração a mobilidade da transmissão óptica, sua compatibilidade com a iluminação artificial presente nas infraestruturas e as interferências que podem ser geradas pela iluminação ambiente. A camada MAC permite usar a conexão com outras camadas assim como no protocolo TCP/IP.
Os padrões definem 3 camadas PHY com diferentes taxas:
- A camada PHY 1 foi estabelecido para trabalhos ao ar livre e trabalha de 11.67 kbits/s a 267.6 kbit/s.
- A camada PHY 2 permite a chegada taxas de dados de 1.25 Mbit/s a 96 Mbit/s.
- A camada PHY 3 é usada para muitas fontes de emissões com um método modular particular chamado color shift keying (CSK). PHY 3 pode entregar taxas de 12 Mbits/s a 96 Mbits/s.

Os formatos modulares reconhecidos pelas PHY 1 e PHY 2 são on-off keying(OOK) e variável modulação por posição de pulso/variable pulse position modulation(VPPM). O código Manchester usado nas camadas PHY 1 e PHY 2 incluem o clock no dado transmitido representando o lógico 0 com um símbolo OOK “01” e o lógico 1 com um símbolo OOK “10”, tudo com um componente DC. O componente DC evita a extinção da luz caso tenho uma sequência muito extensa de lógicos 0.

## Aplicações
- Aviação

Nas aeronaves, a iluminação habilitada para Li-fi permitirá alta conectividade de taxa de dados para todos e cada passageiro. Assim, ele obtém conectividade o tempo todo sem a interferência eletromagnética (EMI) com equipamentos de rádio sensíveis na cabine de comando. A redução no cabeamento também reduz o peso da aeronave.
- Publicidade

Ao usar a iluminação da loja com o Li-fi, é possível fornecer aos compradores compras on-line e experiência nas ruas, além de oferecer ofertas, cupons e exibir vídeos publicitários.
- Aplicação subaquática

Enquanto ondas de rádio são absorvidas pela água, a luz consegue percorrer uma distância maior na água. Portanto, usando o Li-Fi, é possível transmitir dados entre os mergulhadores do mar e também utilizá-lo em operações militares.
- Tráfego

Nos sinais de trânsito, é possível usar o Li-Fi que se comunicará com as luzes LED dos carros, o que pode ajudar a gerenciar o tráfego de uma maneira melhor e reduzir o número de acidentes nas ruas. Além disso, as luzes LED dos carros podem alertar os motoristas quando outros veículos estiverem muito próximos. 
- Aplicações médicas

As salas de cirurgia não permitem Wi-Fi devido a preocupações com radiação que podem trazer perigo e afetar a saúde do paciente. Para superar isso e tornar essas salas mais tecnológicas, o Li-Fi pode ser usado para acessar a Internet e controlar os equipamentos médicos. Isso pode ser benéfico também para cirurgias robóticas e outros procedimentos automatizados. 
- Substituição por outra tecnologia

O Li-Fi pode ser facilmente utilizado em locais onde o Bluetooth, Wi-Fi, entre outras tecnologias são proibidos.
- Automação industrial

Em qualquer lugar nas áreas industriais, os dados precisam ser transmitidos, o Li-Fi é capaz de substituir anéis coletores, contatos deslizantes e cabos curtos, como as Redes Ethernet. Devido ao tempo real do Li-Fi (que geralmente é necessário para processos de automação), ele também é uma alternativa aos padrões industriais comuns da rede de área local sem fio (WLAN).  
- Educação

Alunos e professores podem fazer parte de uma comunidade educacional mais ativa em uma sala de aula habilitada para Li-Fi. Os alunos com dispositivos como smartphones ou laptops podem se comunicar com o professor ou entre si, para criar um ambiente de aprendizado mais eficiente. Os professores podem colaborar com os alunos para ajudar a entender melhor o material da aula. 
- Museus

A iluminação habilitada para Li-Fi pode ajudar os visitantes dos museus e galerias a obter mais informações sobre o objeto que está sendo visto a partir da luz que ilumina a exibição usando telefone celular ou câmera.

## Vantagens e desvantagens

### Vantagens
- Segurança: As ondas de rádio podem ser interceptadas por pessoas fora da sua rede, pois as mesmas podem atravessar paredes comprometendo a segurança dos seus dados. Já a luz é interrompida por objetos opacos, tornando o LiFi significativamente mais seguro do que outras tecnologias sem fio. Assim, o vazamento da conexão do usuário que possibilita outras pessoas a terem acesso à sua rede se torna impossível. Algumas salas podem até ser designadas como áreas de alta segurança com suas próprias redes LiFi, isolando-as de outras áreas do edifício onde os dispositivos IoT (Internet das Coisas) vulneráveis podem estar conectados. Assim, já que a luz não pode viajar através das paredes, torna-se mais seguro e mais fácil controlar quem pode se conectar à rede.
- Capacidade: A luz possui 10000 vezes mais largura de barramento do que as ondas de rádio além de já existirem fontes de luz instaladas não havendo custo no processo de instalação junto à uma capacidade muito melhor.
- Eficiência: A LiFi tem o potencial de ser mais eficiente em termos de energia e mais barata devido à natureza das lâmpadas de LED que já são eficientes por si próprias. A tecnologia LiFi oferece outro objetivo, a conectividade. Isso economizará custos em residências e locais de trabalho, pois pode ocorrer sem a presença de dispositivos eletrônicos como roteadores, modems, repetidores de sinal, amplificadores de onda e antenas. Esses dispositivos precisam estar conectados à energia 24 horas por dia, 7 dias por semana, para que funcionem. O fato de muitas infraestruturas provavelmente já terem luzes LED instaladas, usando o LiFi não seria um custo extra. Além disso, o pureLiFi também está desenvolvendo células solares como fotodetectores para permitir o carregamento sem fio da bateria e a Internet sem fio simultaneamente.
- Disponibilidade: No Li-Fi, a disponibilidade não é um problema. As luzes de lâmpadas estão presentes em todos os lugares, sendo necessário apenas que sejam substituídas pelas lâmpadas LED. Assim, com o advento dessa tecnologia, não é mais necessário buscar um lugar com Wi-Fi, basta encontrar quaisquer fontes de luz possibilitando a conexão com a internet.
- Velocidade: As ondas de velocidade da luz são capazes de transportar muito mais informações do que as ondas de rádio usadas na tecnologia Wi-Fi, pois o espectro de luz visível é quase 10.000 vezes maior que o espectro ocupado pelas ondas de rádio. É por isso que a transmissão de dados usando LiFi é 100 vezes mais rápida que a transmissão de dados usando Wi-Fi. A conexão LiFi pode transmitir dados à taxa de 224 GB por segundo.

### Desvantagens
- Alcance limitado: O fato de a luz não poder penetrar através das paredes pode ser uma coisa boa quando se trata de segurança, mas isso também significa que o LiFi tem um alcance muito limitado. Isso significa que você só pode usá-lo efetivamente em espaços fechados. Nos estabelecimentos, as luzes devem ser taticamente colocadas em salas e corredores para expandir o escopo da rede LiFi. Em espaços abertos, a cobertura do Wi-Fi pode subir até 32 metros enquanto o LiFi pode subir somente até 10 metros.

- Compatibilidade limitada: Como o LiFi é uma nova tecnologia, muitos dispositivos não são compatíveis. A maioria dos dispositivos que usamos agora ainda usa hardware para redes Wi-Fi e é pouco provável que veremos dispositivos pessoais habilitados para LiFi nos próximos anos.

- A não funcionalidade com internet lenta: O LiFi tem uma taxa de transferência de dados mais rápida, mas se a velocidade da Internet dos provedores de serviços ainda é lenta, o melhor aspecto dessa tecnologia se torna insignificante. Em países com velocidades mais lentas de Internet, por exemplo, a implantação de uma rede LiFi não faria sentido. Logo, ainda é necessária a coordenação de vários setores para incentivar a implementação em massa dessa tecnologia.

## Testes
Um teste feito em 2013, por Chi Nan, professor de Tecnologia da Informação da Fudan University, localizada em Shanghai, na China, conseguiu manter quatro computadores conectados à Internet por meio de apenas uma lâmpada de LED com um alcance de 150 Mbps.

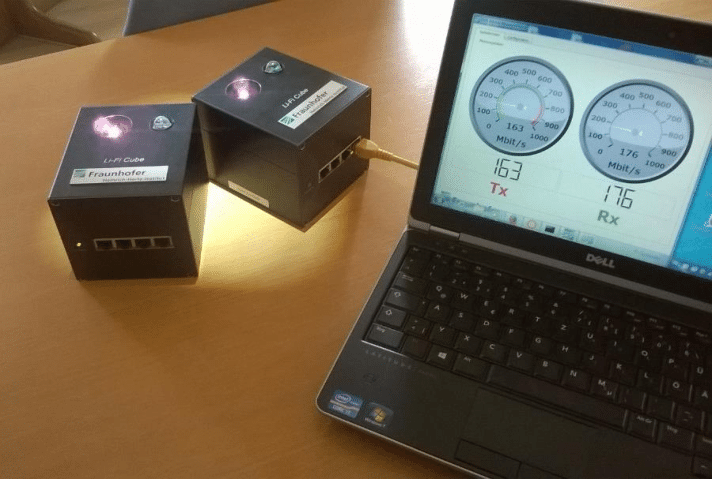
Instalação piloto de Li-Fi em uma sala de conferências em Mainau - Vista de dois módulos de mesa sob o ponto óptico estreito "espaço de trabalho único". Na tela do laptop, as taxas de dados correspondentes de up e downlink (Mbit / s) podem ser observadas.

Já alguns pesquisadores alemães atingiram a marca de 500 Mbps com aparelhos colocados a 2 metros de distância um dos outros. Com a distância de 20 metros, a velocidade caiu para 100 Mbps. Até então, a velocidade mais rápida relatada era de 3 Gbps, pelo Instituto Heinrich Hertz Fraunhofer, na Alemanha. 

### Ilha Mainau
A pequena ilha alemã de Mainau, no lago de Constança, tornou-se o lugar da primeira aplicação de Li-Fi da Alemanha no mundo real - e uma das poucas no mundo. A ideia veio da Lake Constance Wireless Initiative, um grupo local que tem como objetivo reduzir o chamado ‘eletro-smog’ ou poluição eletromagnética da radiação de Wi-Fi, telefones celulares e outros dispositivos que, de acordo com eles, podem trazer riscos à saúde.
Assim, as luminárias de LED na sala estavam equipadas com moduladores especiais que codificam os dados na luz que emitem. O sistema foi instalado gradualmente em fases, para dar aos pesquisadores a oportunidade de avaliar os benefícios de diferentes configurações.
O processo foi realizado com a ajuda do Instituto Fraunhofer Heinrich Hertz (Fraunhofer HHI) e com financiamento do ministério regional do meio ambiente.
Atualmente, ele está funcionando continuamente há um ano, sem falhas e com comentários "altamente positivos", de acordo com o gerente de projeto, doutor Anagnostis Paraskevopoulos, da Fraunhofer HHI.

## Empresas
Cada vez mais empresas estão investindo em Li-Fi. Algumas dessas empresas já lançaram produtos Li-Fi e outras ainda estão trabalhando para desenvolvê-los. As empresas de Li-Fi continuam a ganhar terreno como uma tecnologia emergente capaz de fornecer altas velocidades para a transmissão de dados. O Li-Fi é visto como uma peça de tecnologia moderna com alto potencial em termos de uso e aplicações. Mesmo que muitas aplicações em potencial tenham sido identificadas, suas implementações maiores certamente não foram fáceis. Isso se deve ao fato de simplesmente ainda não haver infraestrutura capaz de fornecer a tecnologia Li-Fi em uma escala suficientemente grande para o uso diário. No entanto, isso está prestes a mudar, já que vários atuantes da indústria de tecnologia dedicaram muitos de seus recursos à pesquisa e desenvolvimento da tecnologia Comunicação por Luz Visível (CLV) e Li-Fi para impulsionar ainda mais seu avanço e pressioná-lo para alcançar maiores alturas alcançado antes. A seguir, temos as principais empresas e organizações que forneceram contribuições significativas para o desenvolvimento da tecnologia Li-Fi e foram fundamentais para avançar ainda mais, visando maior conscientização e melhoria da presença no mercado. 
- PureLiFi

PureLiFi, como já citado anteriormente, é uma empresa fundada por alguns pioneiros na pesquisa de tecnologia de comunicação Li-Fi da Universidade de Edimburgo. A visão da empresa é ver o mundo inteiro conectado à Internet através da luz – fazendo com que existam redes de dados seguras assim como existem lâmpadas no mundo. Para alcançar essa visão, eles estão trabalhando em várias peças de tecnologia que fazem uso da tecnologia Li-Fi para impulsionar a inovação no mundo da comunicação sem fio. Parte de seu objetivo é fornecer tecnologia que possa fornecer redes de comunicação seguras, confiáveis e de alta velocidade, que não apenas resolvem problemas de interconectividade devido à diminuição da capacidade sem fio, mas também reduzem o consumo de energia no processo. 
- FireFly

A FireFly Wireless Networks é uma empresa de Comunicação por Luz Visível (CLV) e Comunicação por Luz Infravermelha (CLI). A empresa recentemente saiu do “modo furtivo” depois 2 anos para trabalhar em várias inovações no VLC e já recebeu patentes em alguns de seus trabalhos. Graças ao sólido apoio de sua proprietária, a empresa LightPointe, a FireFly se tornou uma das principais empresas envolvidas no CLV através da criação de uma ampla variedade de produtos Li-Fi disponíveis no mercado. 
- Oledcomm

A Oledcomm é uma empresa francesa de telecomunicações que iniciou suas pesquisas sobre Li-Fi em 2005 na Universidade de Paris-Saclay. Ela criou seu primeiro protótipo de um sistema Li-Fi que pode ser amplamente utilizado no setor automotivo e, como resposta à enorme demanda por várias tecnologias Li-Fi, a empresa foi finalmente fundada em 2011. Desde então, tornou-se líder na fabricação de dispositivos de interface de rede Li-Fi, como modems, dongles e pontes Li-Fi. A Oledcomm está crescendo e com grandes ambições para o futuro com o objetivo de promover mais interconectividade, transformando os 14 bilhões de pontos de existentes no mundo em uma rede de comunicação Li-Fi poderosa e segura.
- Luciom

A Luciom foi uma startup francesa criada em outubro de 2012 por seus 5 co-fundadores que queriam deixar sua marca no mundo da Comunicação por Luz Visível (CLV). Reunindo sua experiência no campo, eles objetivaram projetar, fabricar e comercializar soluções que tornavam possível a comunicação leve. Era, até então, uma empresa pequena, mas seus esforços foram logo notados pela gigantesca empresa Philips Lighting. A aquisição da empresa francesa pela Philips e de todos os oito funcionários no final de 2016 visou expandir as operações da empresa no mundo das redes e da tecnologia da Internet. Esta é uma aquisição amplamente esperada, já que muitos esperam que a Philips leve o Li-Fi ao próximo nível e o leve ainda mais à comercialização.             
- LVX System

A LVX System é de fato um pioneiro, pois é considerado o inventor da tecnologia de comunicação por luz visível. Eles trabalham no desenvolvimento de LEDs de baixa energia e alta produção há mais de 20 anos e colocaram essa experiência como inovadores na comunicação de luz em alta velocidade. Eles detêm a primeira patente dada para o VLC e foram os primeiros a oferecer luz LED de alta qualidade que pode transmitir dados com segurança em um canal de alta velocidade. Seus serviços não apenas buscam fornecer transmissão de dados em alta velocidade, mas também fornecem a melhor forma de iluminação aérea disponível. Parte de sua missão de fornecer tecnologia Li-Fi ao público é a instalação de infraestrutura que será usada para fornecer essas tecnologias a várias partes da sociedade humana. Como uma entidade estabelecida na tecnologia CLV, a LVX System firmou um acordo com a Administração Nacional de Aeronáutica (NASA) sob um Acordo de Lei Espacial em 2015 para pesquisar e desenvolver aplicativos da tecnologia Li-Fi da empresa em aeronáutica. Os resultados do estudo sobre as aplicações da tecnologia serão usados em futuras missões da NASA, incluindo aquelas que entrarão no espaço. 

## Relevância
A rede sem fio é uma comodidade essencial no dia-a-dia do ser humano, o Wi-Fi está em todo lugar mas ele não pode ser utilizado pra sempre. O Wi-Fi usa a radiofrequência em seu funcionamento e quanto mais usuários se conectam à rede Wi-Fi, mais se aproxima a crise do espectro que se caracteriza pela falta de frequências suficiente para suportar todos os dispositivos dentro de uma rede.
Eventualmente, o Wi-Fi não será suficiente para cobrir a demanda de dados que o mundo precisa pro futuro e é aí que se destaca o Li-Fi. Esta nova tecnologia utiliza o espectro da luz visível que é 1000 vezes maior do que todo o espectro usado para radiofrequências, possibilitando assim significantemente mais pontos de acesso e com uma velocidade tão rápida quanto. 
Considerando-se a internet das coisas, o Wi-Fi tradicional vai ser massivamente insuficiente quando há tantos dispositivos interagindo em uma só área. A habilidade de se integrar com dispositivos móveis é um desenvolvimento inovador no Li-Fi, um que é caracterizado pela velocidade da transferência de dados e a contínua miniaturização dos dispositivos.

## Mitos
Pelo Li-Fi ser uma tecnologia nova e emergente, surgem vários equívocos sobre ela, alguns dos mais comuns são: 
- O Li-Fi interfere na rádio frequência: Como o Li-Fi utiliza apenas o espectro de luz visível para funcionar, ele não causa interferência nenhuma em outros tipos de conexões como o Wi-Fi, já que as frequências usadas são totalmente diferentes. Inclusive esse é o motivo por qual ele pode ser utilizado em aviões e hospitais.

- O Li-Fi não funciona no escuro: Segundo Harald Haas, apesar dos dados serem transmitidos através da luz, as lâmpadas podem ser configuradas para fornecerem uma luminosidade tão baixa que quase não seria notada a presença de luz e ainda assim seria possível transferir dados com alta velocidade.[4]

- O Li-Fi não funciona sob a luz do sol: Além da luz do sol poder ser filtrada por um mecanismo específico ela também emite uma luz constante, o que torna possível identificar as pequenas diferenças de frequência e intensidade geradas pelo dispositivo Li-Fi. A pureLiFi fez testes usando Li-Fi sob a luz do sol e eles funcionaram perfeitamente bem.

- O Li-Fi não é bidirecional: Já foi provado que o Li-Fi pode ser utilizado tanto para download como para upload de arquivos, uma vez que os sistemas vêm equipados com um leitor e um emissor de luz para que essa troca bidirecional seja possível.
- O Li-Fi não terá um preço acessível: o Li-Fi já é usado hoje em dia por empresas aéreas e corporações para melhorar sua conexão com a internet mas a tecnologia ainda não está disponível para o público em geral, deixando a dúvida se os consumidores normais conseguirão adquiri-la. Apesar disso, a empresa pureLiFi tem trabalhado em versões menores e menos custosas de aparelhos Li-Fi, o foco da empresa é conseguir atingir o máximo de pessoas possível alcançando o custo mínimo possível dos produtos.
- O Li-Fi terá uma vida útil curta: uma lâmpada LED equipada com a tecnologia Li-Fi funciona como uma lâmpada normal e não tem sua vida útil reduzida. Geralmente, lâmpadas LED tem uma expectativa de vida útil de 50.000 horas, se usadas 10 horas por dia, elas duram até 13.7 anos.
- São preciso LED’s especiais para o Li-Fi: apesar de LED’s produzidas especialmente para funcionarem com tecnologia Li-Fi serem ótimas, essa não é uma alternativa viável para o mercado e para a indústria de lâmpadas. Contudo, o Li-Fi ainda funciona perfeitamente bem em LED’s regulares.
- O Li-Fi é uma tecnologia disruptiva: o Li-Fi é considerado uma tecnologia disruptiva (assim como as redes sociais ou o cloud computing) relativa ao Wi-Fi, mas esse não é o caso. O Li-Fi é na verdade complementar ao Wi-Fi, eles podem trabalhar em conjunto para fornecer uma conexão melhor e mais rápida, com eficiência.[19]